# Michael Rogers

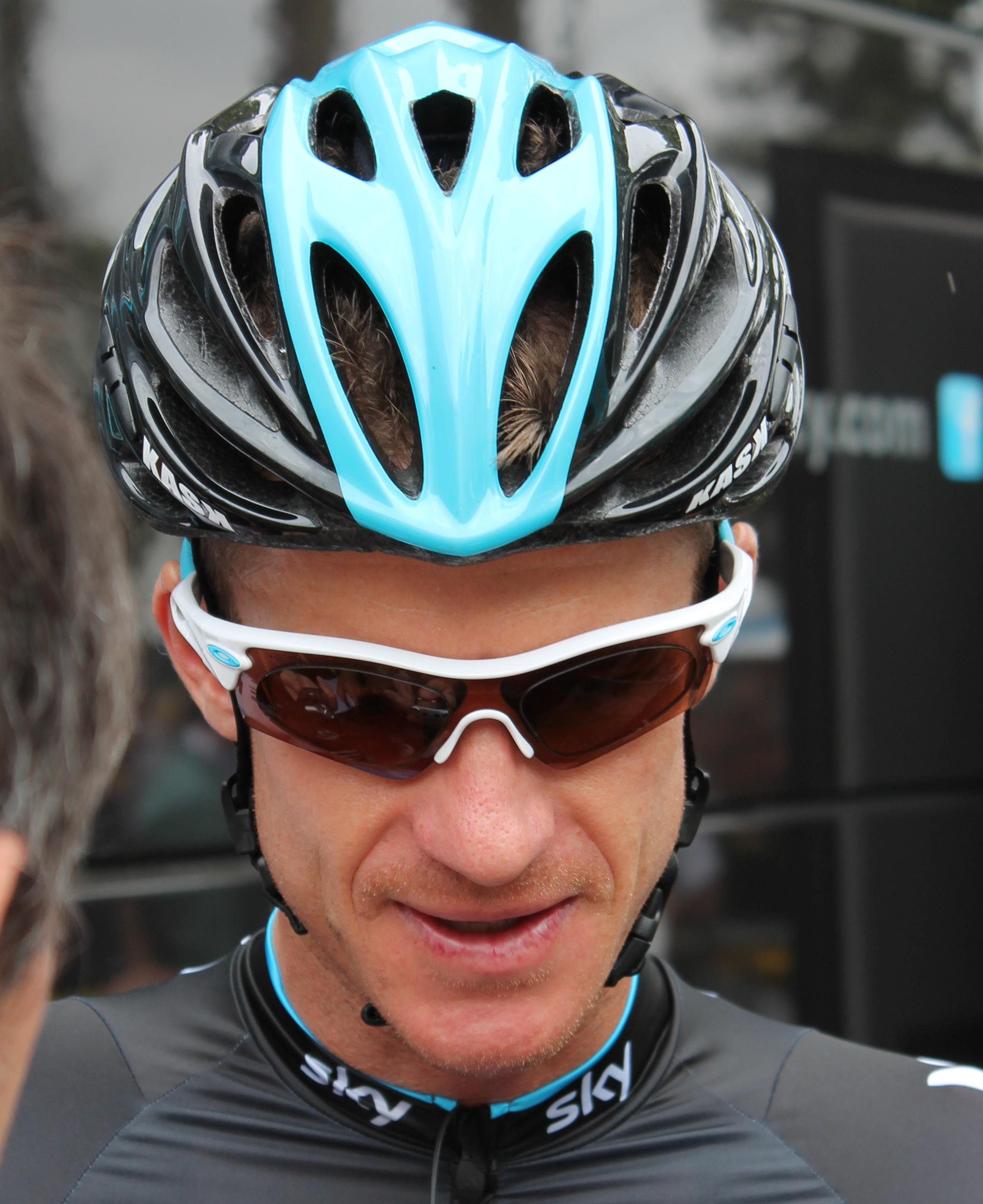
Michael Rogers em 2012.

Michael Rogers (Barham, 20 de dezembro, 1979) é um ciclista profissional australiano que participa de competições de ciclismo de estrada. É um especialista em provas de contrarrelógio, já tendo ganho por três vezes o campeonato mundial da especialidade (2003, 2004 e 2005). Rogers conquistou uma medalha de bronze na prova de contrarrelógio individual, realizada nos Jogos Olímpicos de 2004, em Atenas.